# Réserve de biodiversité des Drumlins-du-Lac-Clérac
La réserve de biodiversité des Drumlins-du-Lac-Clérac une réserve de biodiversité du Québec (Canada) située dans Maria-Chapdelaine. D'une superficie de 449 km2, cette réserve protège des éléments représentatif de la région naturelle de la dépression du lac Manouane. De plus son isolement lui confère une grande intégrité écologique. Elle a été créée en mai 2020 et des administré le ministère de l'Environnement et de la Lutte contre les changements climatiques. 

## Toponymie
Le nom de la réserve doit son nom à un type de moraine particulier à proximité du lac Clérac, soit le drumlin. Il s'agit de petites collines dont la forme rappelle celle d'un dos de baleine et qui sont orientées dans le sans de l'écoulement glaciaire.